# 斯特里扎夫卡 (基輔州)
49°23′25″N 30°0′0″E / 49.39028°N 30.00000°E
斯特里扎夫卡（羅馬化：Stryzhavka）是位於烏克蘭北部基辅州白采爾克瓦區斯塔維謝市鎮的村莊。該村處於托爾茨河畔，始建於1676年，面積4.02平方公里，海拔高度235米。